# Joachim Wenzel von Kospoth
Graf Joachim Wenzel von Kospoth (* 1668; † Mai 1727 in Breslau) war kursächsischer Generalleutnant und Herr auf Zantochou und Milatschütz.

## Herkunft
Seine Eltern waren der bernstädtische Oberhofmarschall Just von Kospoth († 18. Dezember 1691) und dessen zweite Ehefrau Anna Barbara von Posadowsky a.d.H. Postelwitz. Er hatte noch einen Bruder Karl Christian (1666–1729) und eine Schwester Anna Sophia (* 1669), die mit dem General und Kommandanten von Breda Ernst Wilhelm von Salisch verheiratet war.

## Leben
Kospoth hatte studiert und machte eine umfangreiche Kavalierstour, die ihn nach Italien, Frankreich, Spanien, England und Holland führte. Anschließend entschied er sich in kursächsische Dienste zu gehen. Dort wurde er 1690 Hauptmann und 1694 Oberstleutnant. Im Jahr 1698 wurde er Kammerherr und Oberst, dazu erhielt er ein Infanterie-Regiment. Mit dem Regiment kämpfte er während des Nordischen Kriegs in Livland und Polen.
Im Jahr 1704 wurden er und dreißig weitere Offiziere auf eine geheime Mission nach Schlesien geschickt. Dort nahm er die Prinzen Jakob und Konstantin Sobiesky gefangen und brachte sie auf die Festung Königstein. Nach ihrer Rückkehr wurde daraus die Chevaliergarde gegründet und Kospoth wurde zum Leutnant der Garde sowie deren Kommandeur bestellt. Im Jahr darauf wurde die Garde auf 60 Mann aufgestockt. Kospoth kämpfte damit 1706 in der Schlacht bei Fraustadt, dabei fielen neun Mann, darunter der Standartenjunker. 1707 wurde die Garde auf 200 Mann aufgestockt und in vier Brigaden geteilt. Kospoth wurde zum Generalmajor und Souslieutenant der Garde befördert.
1711 wurde er zusammen mit seinem Bruder Karl Christian in den Reichsgrafenstand erhoben. Am 28. November 1714 erhielt er die Beförderung zum Generalleutnant und Premierlieutenant der Garde. In den Jahren 1715 und 1716 wurde er Gesandter in Frankreich. Von dort wurde er 1717 nach Wien geschickt, um dort den Kurprinzen August III. zu beraten. Dieser wollte seinen bereits 1712 vollzogenen Übergang zur katholischen Kirche bekanntgeben. Anschließend zog sich Kospoth auf seine Güter zurück.
Kospoth starb unverheiratet im Mai 1727 in Breslau. Er hinterließ 150.000 Gulden Ad pias causas (zu wohltätigen Zwecken) und weitere 300.000 Gulden seinem Bruder zur Errichtung eines Majorats. Da auch sein Bruder unverheiratet war, erbte letztlich seine Großnichte Anna Sophie Christine von Erbach-Fürstenau (* 12. November 1708; † 3. Februar 1759). Sie soll über eine Million Gulden geerbt haben.